# Двојна монархија
Двојна монархија представља двије одвојене монархије којима влада исти монарх, које имају исту спољну политику и које су у царинској унији једна са другом и имају заједничку војску, али су самоуправне по осталим питањима. Термин се обично односи на Аустроугарску, двојну монархију која је постојала у периоду од 1867. до 1918. године.
Пратећи аустроугарски модел двојне монархије, принц од Велса Едвард (касније краљ Едвард VII) и Вилијам Гледстон предлагали су током 1870-их модел двојне монархије за Ирску и Велику Британију. Њихови напори нису уродили плодом, али је идеја коришћена касније 1904. године у књизи Артура Грифита „Васкрсење Угарске”. Артур наводи да је Угарске 1867. године престала да буде дио Аустријског царства и да је постала одвојено равноправно краљевство у Аустроугарској. Иако и сам није био монархиста, Грифит је заговарао такав однос у англо-ирским односима. Идеју нису прихватиле друге ирске политичке вође и Ирска је кренула у рат за независност (1919—1921) до напуштања Уједињено Краљевства Велике Британије и Ирске и оснивања засебне независне државе, Ирске Слободне Државе 1922. године.
Историчари су касније користили термин двојна монархија за друге примјере у којима је један монарх владао двјема државама, као што су Хенри V и Хенри VI, који су били владари и Енглеске и Француске у 15. вијеку као резултат формирања марионетске државе на великом дијелу Француске током Стогодишњег рата. Остали примјери су Данска—Норвешка, двојна монархија која је постојала од 1536. до 1814, Иберијска унија између Португалије и Шпаније у периоду од 1580. до 1640. године и Државна заједница Пољске и Литваније која је постојала од 1569. до 1795. године.
Двојна монархија не мора нужно бити и персонална унија. У персоналној унији двије или више монархија влада иста особа, али не постоје друге заједничке државне структуре. Државе у персоналној унији имају одвојене оружане снаге, одвојену спољну политику и засебне царинске дужности. Аустроугарска није била персонална унија, јер су обје државе имају заједничко министарство спољних послова, војске, финансија и двора.